# Francis Willis

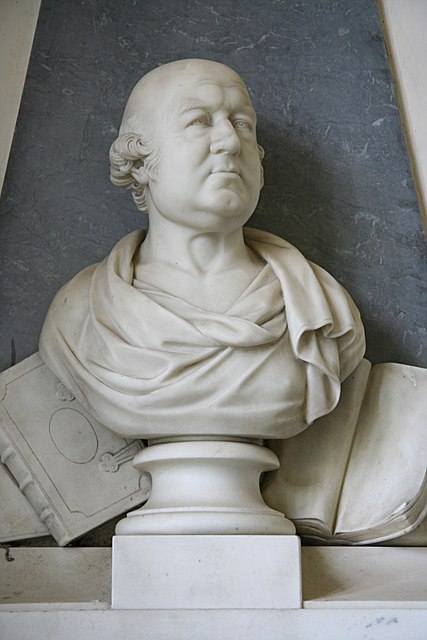
Francis Willis.

Francis Willis (17 de agosto de 1718 - 5 de diciembre de 1807) fue médico británico, famoso por su tratamiento de Jorge III. 
Después de una carrera de pregrado en el Lincoln College de Oxford y St Alban's Hall fue becado en el Brasenose College de Oxford y en 1740 fue ordenado sacerdote y luego nombrado Rector de la Escuela Superior de vida de Wapping 1748-1800. Renunció a su beca en 1750 para contraer matrimonio. 
Su principal interés era la medicina y recibió los grados de Licenciado y Doctor en Medicina de Oxford en 1759. Trabajó como médico en un hospital de Lincoln, donde su éxito con los enfermos mentales le llevó a tratar a estos pacientes en su propia casa. Cuando Jorge III tuvo su primer ataque de locura (a menudo identificada como porfiria) Willis en 1788 fue recomendado a la reina por un caballerizo de la mujer, a cuya madre había tratado con éxito. 
El tratamiento que Willis aplicó al rey incluyó muchos de los métodos estándares de la época, incluida la coerción y la reducción en una estrecha chaqueta, y ampollas medicinales, pero también más amabilidad y consideración para el paciente de lo que era habitual. La recuperación del rey en 1789 dio gran reputación a Willis y tuvo que abrir un segundo establecimiento para dar cabida a la cantidad de pacientes que buscaban su ayuda. 
La reputación de Willis fue reavivada por Alan Bennett en la obra La locura de Jorge III y su adaptación cinematográfica, titulada La locura del rey Jorge.